# 張容興
張 容興（チャン・ヨンフン、1993年11月12日 - ）は、ジャパンラグビーリーグワンNTTコミュニケーションズ シャイニングアークス東京ベイ浦安に所属するラグビー選手。

## プロフィール
- 大韓民国出身[1]。
- ポジションはウィング(WTB)、フルバック(FB)。
- 身長 175 cm、体重 80 kg
- 韓国代表に選ばれたことがある[2]。
- 7人制韓国代表に選ばれたことがある[3]。

## 略歴
16歳からラグビーを始めた。
釜山体育高校、延世大学、尚武を経て、2019年、NTTコミュニケーションズシャイニングアークス(現・NTTコミュニケーションズ シャイニングアークス東京ベイ浦安)に加入。
2020年2月22日にジャパンラグビートップリーグ第6節Honda HEAT戦に途中出場で日本での公式戦初出場を果たす。
2021年、東京五輪の7人制韓国代表に選ばれた。